# Kronika Monemwazji
Kronika Monemwazji (gr. Το χρονικόν της Μονεμβασίας) – anonimowa kronika bizantyńska dotycząca w pierwszej części wydarzeń z lat 587-805.
Jest poświęcona założeniu i początkom Monemwazji - miasta i twierdzy na południowym Peloponezie. Tekst Kroniki zachował się w czterech wersjach. Dzieli się na dwie odrębne części. Pierwsza zawiera relację o pojawieniu się Awarów w Konstantynopolu w 558 roku, stosunkach bizantyńsko-awarskich za cesarza Maurycjusza, najazdach na Peloponez do lat 804/805. Druga część opowiada o losach Monemwazji w XIV wieku, poprzedzone wzmianką o awansie miasta w latach 1082-1083. Datowanie pierwszej części to początek X wieku. Kronika jest istotnym źródłem do dziejów kolonizacji Słowian na Peloponezie. 